# Ортман, Екатерина Антоновна
Екатерина Антоновна Ортман (1911, с. Келер, Илавлинская волость, Камышинский уезд, Саратовская губерния, Российская империя — 2000, с. Новоильиновка, Тарановский район, Костанайская область, Казахстан) — доярка совхоза «Восход» Осакаровского района Карагандинской области, Казахская ССР. Герой Социалистического Труда (1966). Заслуженный мастер социалистического животноводства Казахской ССР (1966)

## Биография
Родилась в 1911 году в немецкой колонии Келер в Саратовской губернии.
В 20-е годы во время голода в Поволжье вместе с родителями переехала в Баку. После смерти родителей была вынуждена работать подростком, чтобы содержать младших сестёр.
В 1941 году во время депортации немцев вместе с мужем сослана на спецпоселение в Казахстан в село Николаевка Осакаровского района. С 1942 года трудилась скотницей в совхозе № 4 (позднее — совхоз «Восход») Осакаровского района. Была призвана в трудармию. До окончания войны трудилась на нефтеочистительной фабрике в Коми АССР. После возвращения в Оскаровский район работала дояркой в совхозе «Восход» Осакаровского района.
В 1955 году удостоилась званий «Победитель социалистического соревнования» и лучшей доярки Казахской ССР и в 1962 году — звания «Ударник коммунистического труда». Член КПСС с 1964 года.
Была инициатором звеньевого метода дойного гурта. За годы семилетки (1959—1965) получила в среднем с каждой фуражной коровы в среднем по 2515 килограмм молока. Указом Президиума Верховного Совета СССР от 22 марта 1966 года за достигнутые успехи в развитии животноводства, увеличении производства и заготовок мяса, молока, яиц, шерсти и другой продукции удостоена звания Героя Социалистического Труда с вручением ордена Ленина и золотой медали «Серп и Молот».
Участвовала во Всесоюзной выставке ВДНХ в Москве.
Проработала на молочной ферме до выхода на пенсию в ноябре 1966 года. С 1968 года — персональный пенсионер союзного значения.
Проживала в селе Николаевка. В 1980-х годах переехала к племяннице в село Новоильиновка Тарановского района Кустанайской области (ныне — Район Беимбета Майлина Костанайской области).
Умерла 2 сентября 2000 года. Похоронена на Новоильиновском поселковом кладбище.
Память
В посёлке Осакаровка на Аллее Героев установлен бюст в честь Екатерины Ортман.